# Байдак, Николай Дмитриевич
Никола́й Дми́триевич Байда́к (1850—1924) — управляющий Московско-Виндавской железной дорогой, член I Государственной думы от Херсонской губернии. Действительный статский советник.

## Биография
Родился в семье потомственных дворян в 1850 году; отец — предводитель дворянства Александрийского уезда Херсонской губернии (в 1869—1874 гг.) поручик Дмитрий Александрович Байдак.
Окончил физико-математический факультет Киевского университета (1872) и петербургский Институт инженеров путей сообщения (1876).
Служил на железных дорогах: Козлово-Воронежской, Моршанско-Сызранской, Харьково-Николаевской. В 1899 году был назначен управляющим Рыбинско-Псковской линией  Московско-Виндавской железной дороги, с 1901 года стал заведующим эксплуатацией Московской сети этой дороги. Был произведён в действительные статские советники 17 апреля 1905 года; награждён орденами Св. Станислава 2-й ст. (1894), Св. Анны 2-й ст. (1899), Св. Владимира 4-й ст. (1901).
Кроме того, был земским начальником в Александрийском уезде, несколько трёхлетий состоял уездным гласным и почётным мировым судьёй.
В 1906 году был избран в I Государственную думу от общего состава выборщиков Херсонского губернского избирательного собрания; был землевладельцем Александрийского уезда Херсонской губернии. Входил в группу беспартийных. Состоял членом комиссий: аграрной, бюджетной и распорядительной.
В 1909—1911 годах — председатель Правления общества Армавир-Туапсинской железной дороги; 31 мая 1911 года был избран директором Правления Московско-Виндаво-Рыбинской железной дороги. С 1912 года был также членом Постоянной комиссии Международного железнодорожного конгресса. С июня 1914 года — член инженерного совета министерства путей сообщения.
Участник Государственного совещания в августе 1917 года.
После национализации Московско-Виндавской железной дороги работал в Совете управления Николаевской железной дороги, а в июле 1920 года был назначен уполномоченным Технического управления НКПС на железных дорогах Северного района.
Умер в 1924 году. На Никольском кладбище Александро-Невской лавры на участке перед большой часовней (4-я дорожка, правая сторона) находится могила, где похоронены Николай Дмитриевич и Сергей Николаевич Байдак (1882—1920).